# Eastern Promises
Eastern Promises (conocida en castellano como Promesas del Este o Promesas peligrosas) es una película canadiense-británica de 2007 dirigida por David Cronenberg y protagonizada por Viggo Mortensen, Naomi Watts, Vincent Cassel y Armin Mueller-Stahl. Relata la historia de una enfermera que desea descubrir la relación de una niña con la poderosa mafia rusa de Londres. El filme muestra la implantación mafiosa rusa en Inglaterra y sus violentos métodos. En Europa fue estrenada en 2007, con ocasión de la 55.ª edición del Festival de Cine de San Sebastián.

## Argumento
Nikolai Luzhin (Viggo Mortensen), nacido en Rusia, es el chófer de una de las familias más importantes del crimen organizado de Europa Oriental. La familia pertenece a la hermandad mafiosa Vory V Zakone. Encabezada por Semyon (Armin Mueller-Stahl), dueño de un lujoso restaurante ruso. La suerte de la familia se tambalea por culpa de Kirill (Vincent Cassel), su hijo, que hace más caso a Nikolai que a su propio padre. La cautelosa vida de Nikolai cambia cuando conoce a Anna Khitrova (Naomi Watts), una comadrona que trabaja en un hospital en el norte de Londres. Anna, muy afectada por la muerte en el parto de una adolescente, decide buscar a la familia de la chica a partir del diario que la madre dejó escrito en ruso. Helen (Sinéad Cusack), la madre de Anna, no la desalienta en su empeño, pero su irascible tío Stepan (Jerzy Skolimowski), que también nació en Rusia, le dice, que se ande con cuidado. Al escarbar en el diario, Anna desencadena involuntariamente la ira de los Vory. Nikolai no tarda en verse atrapado entre su lealtad por Semyon y Anna.

## Reparto
- Viggo Mortensen como Nikolai Luzhin
- Naomi Watts como Anna "Anya" Ivanova Khitrova
- Armin Mueller-Stahl como Semyon
- Vincent Cassel como Kirill Semyonovich
- Sinéad Cusack como Helen
- Mina E. Mina como Azim
- Jerzy Skolimowski como Stepan Khitrov
- Donald Sumpter como Yuri
- Raza Jaffrey como Dr. Aziz
- Josef Altin como Ekrem
- Sarah-Jeanne Labrosse como Tatiana
- Tatiana Maslany como voz de Tatiana
- Tereza Srbova como Kirilenko
- Mike Sarne como Valery
- Elisa Lasowski como Alma
- Boris Isarov como Vadim
- Yuri Klimov como Boyan
- Mia Soteriou como esposa de Azim
- Aleksandar Mikic como Soyka
- Tamer Hassan y David Papava como asesinos chechenos
- Olegar Fedoro como el tatuador

## Premios
Oscar
| Año  | Categoría   | Persona         | Resultado |
| ---- | ----------- | --------------- | --------- |
| 2007 | Mejor actor | Viggo Mortensen | Nominado  |

Globos de Oro
| Año  | Categoría              | Persona                | Resultado |
| ---- | ---------------------- | ---------------------- | --------- |
| 2008 | Mejor película - Drama | Mejor película - Drama | Nominada  |
| 2008 | Mejor actor - Drama    | Viggo Mortensen        | Nominado  |
| 2008 | Mejor banda sonora     | Howard Shore           | Nominado  |

Premios del Sindicato de Actores
| Año  | Categoría   | Persona         | Resultado |
| ---- | ----------- | --------------- | --------- |
| 2008 | Mejor actor | Viggo Mortensen | Nominado  |

52.ª edición de los Premios Sant Jordi
| Categoría                          | Persona                   | Resultado |
| ---------------------------------- | ------------------------- | --------- |
| Mejor película extranjera          | Mejor película extranjera | Ganadora  |
| Mejor actor en película extranjera | Viggo Mortensen           | Ganador   |